# 第68回ニューヨーク映画批評家協会賞
第68回ニューヨーク映画批評家協会賞は、2002年の優秀な映画に贈られた賞である。2002年12月16日に贈られた。

## 受賞
- 作品賞:
  - 『エデンより彼方に』

- 主演男優賞:
  - ダニエル・デイ＝ルイス - 『ギャング・オブ・ニューヨーク』

- 主演女優賞:
  - ダイアン・レイン - 『運命の女』

- 助演男優賞:
  - デニス・クエイド - 『エデンより彼方に』

- 助演女優賞:
  - パトリシア・クラークソン - 『エデンより彼方に』

- 監督賞:
  - トッド・ヘインズ - 『エデンより彼方に』

- 脚本賞:
  - チャーリー・カウフマン、ドナルド・カウフマン - 『アダプテーション』

- 撮影賞:
  - エドワード・ラックマン - 『エデンより彼方に』

- 第一回作品賞:
  - ディラン・キッド - Roger Dodger

- 外国語映画賞:
  - 『天国の口、終りの楽園。』（ メキシコ アメリカ合衆国）

- ノン・フィクション映画賞:
  - Standing in the Shadows of Motown

- アニメ映画賞:
  - 『千と千尋の神隠し』

- 特別賞:
  - 『メトロポリス』の修復